# Rautalanka
Rautalanka (”ståltråd”, ”järntråd”), på svenska ibland ståltrådsmusik, är en finsk form av instrumentalrock som utvecklades och blev populär under 1960-talet.